# Marais Viljoen
Marais Viljoen, DMS (Robertson, 1915. december 2. – Pretoria, 2007. január 4.) volt Dél-Afrika utolsó ceremoniális államelnöke 1979. június 4. és 1984. szeptember 3. között.
Viljoent az apartheidet elindító Nemzeti Párt viszonylag mérsékelt tagjának tekintették.

## A kezdetek
Viljoen volt a legfiatalabb Magdalena Debora "Lenie" (de Villiers) és Gabriel Francois Viljoen hat gyermeke közül. 1940. április 20-án feleségül vette Dorothea Maria Brink-et (1917. szeptember 17. – 2005. október 5.), akitől egy lánya született: Elizabeth Magdalena (Elna) Viljoen.
Miután befejezte az iskolát a fokvárosi Jan van Riebeeck Gimnáziumban, a Postahivatalnál, majd egy afrikaans nyelvű újságnál, a Die Transvalernél dolgozott, amelyet Hendrik Verwoerd szerkesztett, aki később a Dél-afrikai Köztársaság első miniszterelnök lett.

## Politikai karrierje
Viljoent a Johannesburg melletti Alberton képviselőjének, a Szenátus elnökének, valamint 1978. augusztus 21. és 1978. október 10. között Dél-Afrika megbízott államelnöknek választották. Viljoen utódjának John Vorstert választották, aki nem sokkal később lemondott az államelnöki posztról, és visszavnult a politikától .

### Államelnöksége
Miután Vorster 1979-ben, a Muldergate-botrány következtében lemondott, Viljoen 1979. június 4-én átvette Vorstertől a stafétát, és újra államelnök lett, egészen 1984. szeptember 3-ig töltötte be a posztot.
Az 1983-as, az apartheid alatt utolsóként született alkotmány értelmében az eddigi ceremoniális államelnöki pozíciót egy erősebb, végrehajtó pozícióra változtatták. Viljoen ekkor nyugdíjba vonult, helyét P. W. Botha vette át, aki 1984-ig az ügyvezető miniszterelnöki posztot töltötte be. Miután Viljoen visszavonult a közélettől, továbbra is érdeklődött a politika iránt, de ritkán fejezte ki véleményét nyilvánosan.

## Numizmatikai ábrázolása
Viljoen az 1985-ös 1 rand érme előlapján látható.

## Halála
Viljoen 2007. január 4-én halt meg szívelégtelenségben. 2007. január 13-án állami temetést kapott.

## Fordítás
Ez a szócikk részben vagy egészben  a   Marais Viljoen című angol Wikipédia-szócikk ezen változatának fordításán alapul.  Az eredeti cikk szerkesztőit annak laptörténete sorolja fel. Ez a jelzés csupán a megfogalmazás eredetét és a szerzői jogokat jelzi, nem szolgál a cikkben szereplő információk forrásmegjelöléseként.